# بالاسيو دي لوس ديبورتيس
 بالاسيو دي لوس ديبورتيس (بالإسبانية: Palacio de los Deportes). هي ساحة داخلية، تقع في مدينة مكسيكو في المكسيك، معنى الاسم بالعربية قصر القبة الرياضية، (بالإنجليزية:Sports Palace Dome). يقع بالقرب من مطار مكسيكو سيتي الدولي وفورو سول. (مكان للعب الرياضة وإقامة الحفلات الموسيقية). استضافت عام 1968 دورة الألعاب الأولمبية في مكسيكو سيتي لمنافسات كرة السلة، ويمكن استخدامها لاستضافة مباريات كرة السلة والكرة الطائرة.